# Royaume-Uni au Concours Eurovision de la chanson 2011
Le Royaume-Uni a participé au Concours Eurovision de la chanson 2011.
En février 2011, la chanson I Can de Blue est choisie lors d'une sélection interne. Elle est présentée au public le 11 mars.

## À l'Eurovision
La participation du Royaume-Uni à l'Eurovision Song Contest 2011 a été l'une des plus controversées de l'histoire de la compétition. Bien que le pays ait toujours été considéré comme un participant de premier plan, son choix de chanson et de représentant cette année-là a suscité des réactions mitigées.
Le Royaume-Uni a été représenté par le groupe Blue, qui a été choisi lors d'une sélection nationale en 2011. Le groupe était connu pour ses hits pop des années 2000 tels que "All Rise" et "One Love". Leur chanson pour l'Eurovision s'appelait "I Can", une ballade mid-tempo qui semblait être un choix sûr pour le pays.
Cependant, dès que la chanson a été annoncée, des critiques ont commencé à pleuvoir. Certains ont accusé le groupe de manquer de charisme et d'énergie, tandis que d'autres ont déclaré que la chanson était terne et peu inspirée. D'autres encore ont affirmé que le Royaume-Uni était toujours en train de chercher une formule gagnante, plutôt que de prendre des risques et d'innover.
Le groupe Blue est arrivé à Düsseldorf, en Allemagne, pour la compétition, où ils ont été accueillis avec un certain scepticisme de la part des fans de l'Eurovision. Cependant, lors de la soirée de la finale, ils ont livré une performance solide de leur chanson "I Can". Malheureusement, cela n'a pas suffi à convaincre les téléspectateurs européens, car le Royaume-Uni a fini en 11e position sur 25 pays participants.
Bien que la performance de Blue ait été considérée comme respectable par de nombreux fans de l'Eurovision, la controverse entourant leur choix en tant que représentant du Royaume-Uni a continué bien après la fin de la compétition. Certains ont affirmé que le pays devait être plus audacieux dans ses choix de représentants et de chansons, tandis que d'autres ont soutenu que le Royaume-Uni ne pouvait tout simplement pas rivaliser avec les pays de l'Europe de l'Est, qui ont commencé à dominer la compétition à cette époque.
En fin de compte, la participation du Royaume-Uni à l'Eurovision Song Contest 2011 a été une expérience amèrement décevante pour les fans et les critiques. Bien que le pays ait une longue histoire de participation et de succès dans la compétition, il est clair que des changements doivent être apportés si le Royaume-Uni veut être en mesure de rivaliser avec les autres pays participants à l'avenir.